# Segreteria di Stato per gli affari esteri e politici
La Segreteria di Stato per gli affari esteri e politici, telecomunicazioni e trasporti, o anche Dipartimento affari esteri, è l'organo di attuazione della politica estera della Repubblica di San Marino.

## Sammarinesi all'estero
Tuttora sono circa 17.000 i sammarinesi residenti all'estero, essi vivono soprattutto in Italia ed in Emilia-Romagna, se si sommasse questa cifra alla popolazione residente in patria essa ammonterebbe quindi a 45.231 cittadini.
Attualmente i cittadini sammarinesi iscritti fra le varie comunità d'oltre confine ammontano a 6.695 delle quali la più numerosa è quella di Detroit (USA), che conta circa un migliaio di iscritti.
Per cercare di mantenere sempre saldi i legami tra la madrepatria e le comunità di sammarinesi all'estero, essi sono rappresentate presso le istituzioni della Repubblica da uno speciale organismo, la Consulta dei cittadini sammarinesi all'estero.

## Relazioni internazionali

### Organizzazioni delle quali la Repubblica fa o ha fatto parte
San Marino ha relazioni diplomatiche con oltre 70 Paesi del mondo.
Inoltre è membro delle seguenti organizzazioni internazionali.
- Banca Mondiale
- Corte di giustizia internazionale
- Consiglio d'Europa
- Conferenza Internazionale della Croce Rossa e della Mezzaluna Rossa
- Croce Rossa Internazionale
- Corte penale internazionale
- Istituto internazionale per l'unificazione del diritto privato
- Commissione internazionale per la caccia alle balene
- Conferenza europea delle amministrazioni delle poste e delle telecomunicazioni
- Organizzazione delle Nazioni Unite
- Fondo monetario internazionale
- Organizzazione per l'alimentazione e l'agricoltura
- Organizzazione internazionale dell'aviazione civile
- Organizzazione internazionale del lavoro
- Organizzazione mondiale del turismo
- Organizzazione marittima internazionale
- Organizzazione mondiale della sanità
- Organizzazione mondiale per la proprietà intellettuale
- UNESCO
- Organizzazione per la proibizione delle armi chimiche
- Organizzazione per la sicurezza e la cooperazione in Europa
- Unione internazionale delle telecomunicazioni
- Unione interparlamentare
- Unione latina
- Unione postale universale

Inoltre San Marino coopera con l'UNICEF e con l'Alto commissariato delle Nazioni Unite per i rifugiati.